# Trauungschor, WAB 49
Trauungschor, WAB 49, est un chant nuptial composé par Anton Bruckner le 8 janvier 1865.

## Historique
Bruckner a composé l'œuvre pour les noces de son ami Karl Kerschbaum, président de la Liedertafel Frohsinn, avec Maria Schimatschek, une chanteuse de concert, fille de Franz Schimatschek. L'œuvre a été exécutée par Frohsinn avec Bruckner à l'orgue le 5 février 1865, lors de la célébration du mariage dans la Linzer Stadtpfarrkirche (Église paroissiale de Linz). Après cette unique exécution, l'œuvre est tombée dans l'oubli. 
Le manuscrit original se trouve dans la Frohsinn-archive de la Linzer Singakademie. L'œuvre, qui a d'abord été publiée dans le Volume III/2, pp. 219-224 de la biographie Göllerich/Auer, est éditée dans le Volume XXIII/2, no 18 de la Bruckner Gesamtausgabe.

## Texte
L'œuvre utilise un texte de Franz Isidor Proschko.
| O schöner Tag, o dreimal sel’ge Stunde, Wo ich empfing das neue Sakrament, Wo Gottes Priester meine Hand gesegnet, Zum heiligen Bunde, den der Tod nur trennt. Wollt ihr sanft wie Engel wandeln Eure Bahn durch diese Zeit, Nehmt im Denken, nehmt im Handeln Nur den Frieden zum Geleit! | O belle journée, o heure trois fois bénie, Quand j'ai reçu ce nouveau sacrement, Quand le prêtre de Dieu a béni ma main Vers ce lien sacré, que seule la mort peut rompre. Si vous voulez, comme des anges, mener Votre route jusqu'à ce moment, Gardez à l'esprit, gardez dans vos actes Uniquement la paix pour vous y guider ! |

## Composition
L'œuvre, de 55 mesures au total, en fa majeur est conçue pour chœur d'hommes (TTBB), quatuor vocal d'hommes et orgue.
La première strophe (mesures 1-17) est chantée par le chœur. La deuxième strophe (mesures 18-38) est chantée par le quatuor vocal. Ensuite, la première strophe est répétée da capo.
Dans le Linzer Zeitung du 8 février 1865, l'œuvre a été prisée comme une originelle Geistesschöpfung (originalité d'un esprit créatif).

## Discographie
Il y a deux enregistrements du Trauungschor :
- Thomas Kerbl, Chorvereinigung Bruckner 08, Anton Bruckner Männerchöre – CD : LIVA 027, 2008
- Yoshihiko Iwasa, MGV Tokyo Lieder Tafel 1925 (TLT), MGV Tokyo Lieder Tafel 1925 - CD édité par la chorale, 2016

## Sources
- August Göllerich, Anton Bruckner. Ein Lebens- und Schaffens-Bild, vers 1922 – édition posthume par Max Auer, G. Bosse, Ratisbonne, 1932
- Anton Bruckner – Sämtliche Werke, Band XXIII/2: Weltliche Chorwerke (1843-1893), Musikwissenschaftlicher Verlag der Internationalen Bruckner-Gesellschaft, Angela Pachovsky et Anton Reinthaler (Éditeurs), Vienne, 1989
- Cornelis van Zwol, Anton Bruckner 1824-1896 – Leven en werken, uitg. Thot, Bussum, Pays-Bas, 2012.  (ISBN 978-90-6868-590-9)
- Crawford Howie, Anton Bruckner - A documentary biography, édition révisée en ligne